# Maxima Eesti
MAXIMA Eesti OÜ ist ein Tochterunternehmen der litauischen Holding UAB „Maxima grupė“, einer der drei größten Einzelhändler Estlands. Das Unternehmen betreibt aktuell (Stand: September 2023) 83 Supermärkte, die täglich von im Durchschnitt 140.000 Kunden besucht werden.

## Geschichte

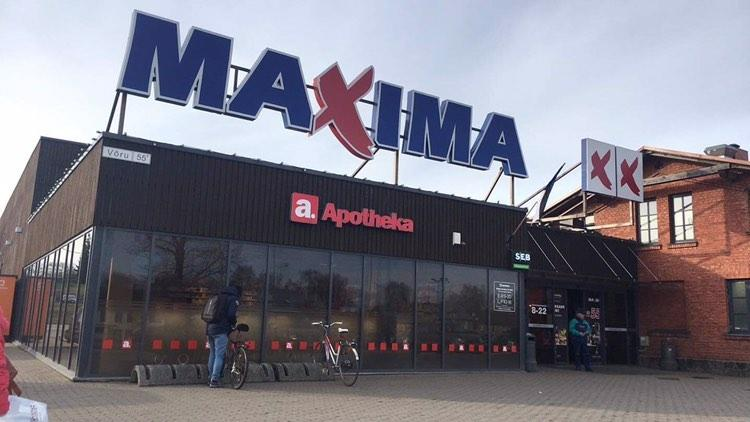
Ein Maxima XX-Markt in Tartu, März 2020

Die litauische Maxima-Gruppe gründete zu Beginn des neuen Jahrtausends die OÜ VP Market und begann Märkte in Estland zu eröffnen. Die erste T-Market-Filiale eröffnete im Oktober 2001 in Pärnu. Langfristig war die Eröffnung von bis zu 40 Standorten geplant. Das Geschäftsjahr 2004 konnte man mit einem Gesamtumsatz von mehr als 260 Millionen Estnischen Kronen abschließen. Weiter wurde das Filialnetz erweitert, alleine im April 2005 konnten vier T-Market-Standorte eröffnet werden. Zu diesem Zeitpunkt betrieb man bereits 14 Standorte, im Juli 2005 bereits 21 Märkte. Mit drei Neueröffnungen in Tallinn im Dezember 2005 zählte das Filialnetz zum Ende des Jahres 26 Standorte.
Anfang Mai 2006 gab man bekannt die Filialen von T-Market auf Maxima umzuflaggen. Hintergrund war eine Angleichung der Vertriebslinien in allen baltischen Staaten. Die Gruppe flaggte dabei auch in Lettland und Litauen alle bestehenden Filialen auf Maxima um. Der erste estnische Maxima-Markt (als Maxima X) eröffnete am 9. Mai 2006 in Jõhvi. Bis Herbst des gleichen Jahres sollte die Umflaggung abgeschlossen werden. Im Jahr 2006 belief sich der Umsatz auf 1,91 Milliarden Estnische Kronen, man betrieb 33 Standorte. Zum 15. Januar 2007 erfolgte auch die Umfirmierung des Unternehmens. Seither trägt das Unternehmen mit MAXIMA Eesti OÜ seinen heutigen Namen. Am 8. März 2007 eröffnete in Tartu der erste Supermarkt der Vertriebslinie Maxima XX. Es war die insgesamt 36. Filiale in Estland. Im Herbst 2007 kamen Gerüchte auf, dass sich Maxima aus Estland zurückziehen könnte. Als Grund wurde u. a. ein Arbeitskräftemangel angeführt, der u. a. in den Abendstunden zu längeren Warteschlangen an den Kassen führte. Die Gerüchte wurden dementiert. Ende 2007 hatte das Unternehmen insgesamt 43 Standorte im Land.
Um den Umweltschutz zu fördern, führte Maxima im September 2008 Einkaufstaschen auf biologisch-abbaubarer Basis ein. Im Dezember 2008 folgte die Umstellung der Plastiktüten auf schnell zersetzende Kunststoffe. Am 3. August 2011 konnte der 60. Markt eröffnet werden. Seit dem 1. März 2017 ist in allen Märkten die kontaktlose Kartenzahlung möglich. Bedingt durch die Corona-Pandemie führte Maxima am 12. November 2020 als erste estnische Handelskette kostenlose Masken für die Kunden ein. Später war Maxima die erste Kette, die Schnelltest zum Verkauf anbot. Kurz nach dem Beginn des russischen Angriffskriegs auf die Ukraine listete Maxima Artikel aus Russland und Belarus aus und verkauft diese seither nicht mehr. Für das Jahr 2022 bilanzierte man einen Umsatz von 546,4 Millionen Euro. Der Marktanteil betrug 15,3 Prozent.

## Vertriebslinien
Gestaffelt nach der Größe der Verkaufsfläche betreibt Maxima in Estland drei Vertriebslinien:
- Maxima X (als Nahversorger, kleine Supermärkte)[3]
- Maxima XX (als Supermärkte)[3]
- Maxima XXX (als SB-Warenhäuser)[3]

## Leitung
- Margus Pärn[22]
- Seit 5. Dezember 2008: Vaidotas Pačėsa